# Eudendrium rugosum
Eudendrium rugosum är en nässeldjursart som beskrevs av John Fraser 1940. Eudendrium rugosum ingår i släktet Eudendrium och familjen Eudendriidae. Inga underarter finns listade i Catalogue of Life.